# Sakura Drops/Letters
Sakura Drops/Letters (Sakuraドロップス／Letters?, Sakura Doroppusu / Letters) è l'undicesimo singolo di Utada Hikaru per il mercato giapponese (il tredicesimo in totale) ed anche l'ultimo singolo ad essere estratto dall'album Deep River. È stato pubblicato il 9 maggio 2002 ed ha debuttato alla prima posizione della classifica Oricon, vendendo 400.390 nella sua prima settimana. In totale il singolo ha venduto oltre 687.000 copie.

## I brani
Sakura Drops è stato utilizzato come tema musicale del dorama First Love, mentre Letters è stato utilizzato per la pubblicità di Docomo Foma. Al brano Letters hanno collaborato numerosi chitarristi, fra cui Char, Hisashi dei Glay e suo padre Teruzane Utada. Il video musicale di Sakura Drops è stato diretto dall'ex marito della Utada, Kazuaki Kiriya, ed è il terzo ed ultimo della famosa trilogia Kiriya di video promozionali della Utada. Il singolo ha raggiunto la vetta della classifica Oricon ed è rimasta in classifica per dieci settimane. Il singolo è stato il sesto più venduto in Giappone del 2002 con circa 686.720 copie vendute.
Una versione remixata ed in buona parte ricantata in lingua inglese è stata utilizzata nel tour Disney on Ice, nella parte in cui Minnie visita il Giappone. Al brano si fa semplicemente riferimento con il titolo Sakura.
Utada ha interpretato Sakura Drops nel tour del 2010, Utada: In The Flesh 2010 e durante due date dei concerti WIld Life nel dicembre 2010.

## Tracce
CD singolo
1. Sakura Drops (SAKURAドロップス) - 4:59
2. Letters - 4:48
3. Sakura Drops (Original Karaoke) - 4:57
4. Letters (Original Karaoke) - 4:45